# Jean Lee (aviatrice)
Pour les articles homonymes, voir Jean Lee.
Jean Suey Zee Lew (née Lee) (née le 26 juillet 1924) est une vétéran canadienne d'origines chinoises ayant participé comme aviatrice durant la Seconde Guerre mondiale.
Née à Cranbrook en Colombie-Britannique, Lee fut la seule sino-canadienne active dans l'Aviation royale canadienne (RCAF) en tant que membre de la Royal Canadian Air Force Women's Division (en). Elle sera stationnée de 1942 à 1945 dans la Royal Canadian Air Force Depot du commandement de l'Air de l'Est, basé à base canadienne de Rockcliffe (en) dans la région d'Ottawa en Ontario.
Lors d'une cérémonie en février 1947, elle sera récompensée de la citoyenneté canadienne avec 6 autres vétérans. Depuis 1847, elle sera l'une des premières femmes d'origines chinoises à devenir citoyenne canadienne, car des restrictions étaient imposées aux Sino-canadiens pour l'obtention de celle-ci.
Ses deux frères servirent également dans l'armée canadienne : Wilson John Lee dans le commandement de Fort Macleod en Alberta et William Lee durant la guerre de Corée.